# 德拉哈西米夫
48°24′12″N 25°25′4″E / 48.40333°N 25.41778°E
德拉哈西米夫（羅馬化：Drahasymiv）是烏克蘭西部的村莊，隸屬伊萬諾-弗蘭科夫斯克州的科洛梅亞區。該村始建於1685年，面積1.5平方公里，2001年人口543，人口密度每平方公里362人。